# Studia Litteraria Polono-Slavica
Studia Litteraria Polono-Slavica – dwujęzyczne (w języku polskim i rosyjskim) czasopismo naukowe Instytutu Slawistyki PAN wydawane od 1993 do 2008 roku.
Kolejnymi redaktorami naczelnymi czasopisma byli: Andrzej Drawicz, Jerzy Faryno (od 1999), Jolanta Sujecka (2008). Do tradycji tego czasopisma nawiązał interdyscyplinarny rocznik „Studia Litteraria et Historica”, wydawany w Instytucie Slawistyki PAN od października 2012 roku.